# Geoffrey Bush
Geoffrey Bush (23. marts 1920 i London, England – 24. februar 1998) var en engelsk komponist og organist.
Bush studerede under komponisten John Ireland. Han har skrevet 2 symfonier, orkesterværker, koncertmusik, 5 operaer, kor-musik og mange sange. 

## Udvalgte værker
- Symfoni nr. 1 (1954) - for orkester
- Symfoni nr. 2 "Guildford" (1957) - for orkester
- Koncert (1958) - for orkester
- Koncert (1962) - for klaver, trompet og strygeorkester